# Henri Serres
Pour les articles homonymes, voir Serres.
Henri Serres, né le 26 juin 1950 est un cadre d'entreprise et haut fonctionnaire français.

## Biographie
Diplômé de Polytechnique (1969) et de l'École nationale supérieure des télécommunications (ENST), Henri Serres, ingénieur général des mines, est nommé en 1981 directeur technique (DT) de la direction générale de la Sécurité extérieure (DGSE), au moment où s'achève l'ère Alexandre de Marenches. Constatant le déficit technique de la DGSE, il joue un rôle central dans l'amélioration du renseignement électromagnétique (interceptions des communications).
Il est ensuite nommé premier directeur central de la sécurité des systèmes d'information du SGDN (secrétariat général de la Défense nationale), de 2001 à 2005 au sein de la direction centrale de la sécurité des systèmes d'information (DCSSI) ainsi que vice-président du Conseil général des technologies de l'information (CGTI).
L'année suivante, il devient directeur général de la direction générale des systèmes d'information et de communication (DGSIC) au sein du ministère de la Défense, poste qu'il conserve jusqu'en 2009. Remercié le 9 septembre 2009 par le ministre Hervé Morin qui le remplace par l'amiral Christian Pénillard, il se consacre à plein temps à son activité d'administrateur de France Télécom, poste qu'il occupe de 2004 à 2013.
Il a été nommé officier de la Légion d'honneur en 2008[réf. nécessaire].
Selon La Lettre de l'Expansion, Didier Lombard, président de France Télécom, souhaitait le voir nommé à la tête de l'Autorité de régulation des communications électroniques, des postes et de la distribution de la presse (Arcep), l'autorité de régulation des télécoms .